# Odontella
Genre
Odontella est un genre de collemboles de la famille des Odontellidae.

## Liste des espèces
Selon Checklist of the Collembola of the World (version du 4 octobre 2019) :
- Odontella anomala (Salmon, 1944)
- Odontella araucanensis (Izarra, 1982)
- Odontella caerulumbrosa (Salmon, 1944)
- Odontella christianseni (Massoud & Bellinger, 1963)
- Odontella conspicuata (Salmon, 1944)
- Odontella contrerasi de Izarra, 1972
- Odontella denticulata Rapoport & Rubio, 1963
- Odontella distincta Peja, 1985
- Odontella do Najt & Weiner, 1997
- Odontella emineodentata Salmon, 1944
- Odontella forsteri (Salmon, 1942)
- Odontella huapensis (Cassagnau & Rapoport, 1962)
- Odontella incerta (Schött, 1917)
- Odontella japonica Kinoshita, 1932
- Odontella kapii Christiansen & Bellinger, 1992
- Odontella lobata Najt & Rubio, 1978
- Odontella loricata Schäffer, 1897
- Odontella minutissima Salmon, 1941
- Odontella novacaledonica Najt & Weiner, 1997
- Odontella pacifica (Kutyreva, 1983)
- Odontella schajovskoyi Izarra, 1982
- Odontella setosa Deharveng, 1981
- Odontella sudamericana (de Izarra, 1972)
- Odontella sylvatica Weiner & Najt, 1991
- Odontella virgulata Yosii, 1966
- Odontella yinae Zhao, 1997
- Odontella yunnanensis Tamura, 1997

## Publication originale
- Schäffer, 1897 : Apterygoten. Ergebnisse der Hamburger Magalhaenischen Sammelreise, vol. 2, p. 1-48 (texte intégral).